# メタル・ウムラウト

3点の変則ウムラウト記号付きの a（Die Ärzte のエンブレム）

メタル・ウムラウトあるいはヘヴィメタル・ウムラウト（英: metal umlaut, heavy metal umlaut）とは、ヘヴィメタルバンドのバンド名を表記する際に、特に必然性のないまま装飾効果を意図して使用されたウムラウト（欧文の弁別符号）を指す呼称である。ロック・ドット（英: rock dots）と呼ばれることもあり、mëtäl ümläüt, röck döts と綴る場合もある。

## 概要
記号の本来の働きについてはウムラウトを参照のこと。
メタル・ウムラウトは、バンドロゴにブラックレター体のタイプフェイスと組み合わせて用いられることが多く、映画などのフィクション作品ではパロディーの対象とされることもある。典型的な用例はモトリー・クルー (Mötley Crüe)、モーターヘッド (Motörhead) などである。
メタル・ウムラウトは本来の意味での分音記号ではなく、発音の仕方を参照するものではない。つまり一種の当て字であり、英語圏など現在一般にこれを用いる習慣のない言語圏においては一種のフォーリン・ブランディング（異国情緒を利用するマーケティング手法）とみなすことができる。主に使われるのはゲルマン系および北欧の言語表記であり、ドイツ語らしさや、ヴァイキング民族のステレオタイプである豪胆さ・頑健さを感じさせるためのものと解釈される。またゴシック・ホラーの要素も取り入れようとしている可能性も指摘されている。

## 歴史

### 前史
ドイツのロックバンド、アモン・デュールII (Amon Düül II) は1969年に1stアルバムを出している。このバンド名の由来は、エジプトの太陽神アメンとトルコのフィクション作品のキャラクター Düül であり、ウムラウトの使用には根拠があった、と言える。1971年のイエスのアルバム『サード・アルバム』に収められたプログレ組曲「スターシップ・トゥルーパー」の第三部は Würm と名付けられているが、この単語は Würm glaciation（ヴュルム氷期）すなわちアルプス地方の最終氷期を指す語の援用と見なせるため、この場合もメタル・ウムラウトとは断定できない。また発音 [wyrm] に関しても、同じ音で「竜」を指す古英単語が存在している。

### 1970年：恣意的な用法のはじまり
初めての合理性のないウムラウトの用例は1970年とされており、ブルー・オイスター・カルトあるいはブラック・サバスの作品がそれにあたるといわれる。ブルー・オイスター・カルトの公式サイトによればバンド名 Blue Öyster Cult のウムラウト記号はギタリスト・キーボーディストのアラン・レイニア (Allen Lanier) の発案であり、一方ロック評論家のリチャード・メルツァー (Richard Meltzer) は自分が提案した言葉であると主張している。メルツァーはプロデューサー兼マネージャーのサンディ・パールマン (Sandy Pearlman) がバンド名の候補を挙げたときに「O の上にウムラウトを付けるのはどうだ ?」と提案したが、その理由は「メタルはワグネリアンっぽいところが無きにしも非ずだから」からだった。同じ年に、ブラック・サバスの7インチシングル盤『パラノイド』 Paranoid のレコードジャケット（B面が「ラット・サラダ」で写真ヴァージョンのもの）において、タイトルが i の上に件の記号を付した Paranoïd と表記されており、これもミュージシャンによる恣意的なウムラウト使用の極めて初期の例である（これは仮にフランス語風に綴ったとすれば概ね正しい。但し正規のフランス語で「パラノイド」と発音させるにはParanoïdeと綴る。その場合、i の上の2点記号はウムラウトではなくトレマである）。

### 先駆的な用例
翌1971年になるとイギリスのサイケデリック・ロック・バンド、ホークウィンド が二枚目のアルバム In Search of Space のカバー裏に "TECHNICIÄNS ÖF SPÅCE SHIP EÅRTH THIS IS YÖÜR CÄPTÅIN SPEÄKING YÖÜR ØÅPTÅIN IS DEA̋D" との文言を掲載した。ここでは文字表現のヴァリエーションを得るためにデンマーク語とノルウェー語の Ø およびデンマーク語・ノルウェー語・スウェーデン語で用いられる Å が使われている。また最後の A の代用 A̋ は「ハンガリアン・ウムラウト」あるいはダブルアキュートと呼ばれる符号 ˝ を付したもので、これはドイツ語等のウムラウトの点の代わりに二本の短い右上がり描線を符号としたものである（実際にはハンガリー語では A の上には ˝ もドイツ語風のウムラウト Ä も用いることはなく、Ő Ű のみ用いる）。これは次に述べるモーターヘッド (Motörhead) の中心となるレミー・キルミスターが加わる以前のホークウィンドでの出来事であった。
そして1975年に結成されたモーターヘッドがこれに続く。ウムラウトの使用を発案したリード・シンガーのレミー・キルミスターはその意図について「悪そうな感じにするため (to look mean)」と語っている。Motör はドイツ語には存在せず、ウムラウトを真に受けるとフランス語で対応する語である moteur のような発音となる。ドイツ語の正しい綴り Motor [ˈmoːtoːɐ] はむしろ英語の motor と近い発音である。

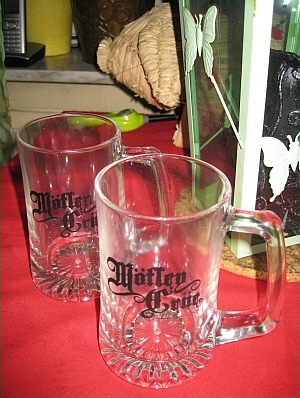
' のロゴ入りビールジョッキ

1979年1月にはヘヴィメタルではなくパンク・ロック・バンドであったが Hüsker Dü という名のバンドが結成された。この名はデンマーク語で「覚えていますか?」という疑問文であり、同じ名で呼ばれているデンマークのボードゲーム Hūsker Dū? から採られている（後者はウムラウトではないことに注意）。そして1980年にはモトリー・クルー Mötley Crüe が結成された。ヴォーカルのヴィンス・ニールがテレビ番組 (Behind the Music) で語ったところによれば、インスピレーションはドイツビールのレーヴェンブロイ (Löwenbräu) の瓶から得たとのことである。彼らはさらに自分たちのレーベルを Leathür Records と命名している。ドイツで行なったライヴではこの綴りによって聴衆が「メートリー・クリューイ」（あるいは「クリューエ」[møːt.liː kʁyː.ə]） と合唱したこともあり、またハンガリーでも同様に発音されることが多い。

### 現在へ
1981年に活動を開始した Queensrÿche（クイーンズライク）は、先例と一線を画し y にウムラウト記号を付している。ÿ はフランス語でごく稀に用いられ（地名「ライ＝レ＝ローズ」L'Haÿ-les-Roses 等）、筆記体で書かれた ij という綴りがウムラウト付きの y に似るという事情によりオランダ語で比較的よく使用される。クイーンズライクのフロントマン、ジェフ・テイトはかつて「 y のウムラウトには相当悩まされた。11年間ずっと発音の説明を試みている」と語っている。他の例と異なり、クイーンズライクの場合はバンドのイメージをソフトにするためにこの綴りが選択されている。これは元々の綴り Queensreich が Reich （ライヒ＝帝国、特にドイツ帝国）に通じネオナチ的な含意をもつとの誤解を警戒したためである。
やや変則的な例では1984年のロブ・ライナー監督の映画『スパイナル・タップ』 (This Is Spinal Tap) の正式な題名はウムラウトを付した子音 n および点のない i を用いた This Is Spın̈al Tap であり、この映画は撮影のためにフィクショナルなヘヴィメタル・バンド Spın̈al Tap を結成させてその活動の様子を記録したセミ・ドキュメンタリーであった（バンド自体は企画以降も実在）。ウムラウト記号付きの n は現実ではグアテマラのマヤ語の一部およびマダガスカル語で用いられている。マイケル・マッキーン (Michael McKean) が演じたこの映画の架空のロッカー、デヴィッド・ハビンズ (David St. Hubbins は「（ウムラウトは）二つの目のようなもの。君が見つめると、ウムラウトは見つめ返してくれるのさ」と語っている。
バンドやアルバム名以外では、1990年代半ば以降のニュー・メタル (nu metal) はしばしば nü metal と綴られている。また次節に列挙するようにメタル・ウムラウトは現在では世界中で用いられており、ヘヴィメタル文化に強固に根付いている。

## 使用例
現在は東欧・日本を含めヘヴィメタルあるいはロックの文脈を有する国であればほぼ世界中に見られる現象となっている。

### ウムラウト記号を用いたもの
バンド名
Blue Öyster Cult / Motörhead / Mötley Crüe / Deströyer 666 / Maxïmo Park / Toilet Böys / Kïll Cheerleadër / Spın̈al Tap / Mägo de Oz / Green Jellÿ / Beowülf / Mütiilation / Svarte Köter / Infernäl Mäjesty / Queensrÿche / Die Ärzte / Dälek / Moxy Früvous / Lääz Rockit / Hüsker Dü / Leftöver Crack / Überzone / Assück / Közi / girugämesh / The Accüsed / The Crüxshadows / Flëur / Blüe
アルバム名
Läther (フランク・ザッパ) / Nö Sleep ’til Viehauktiönshalle Öldenbürg (Die Ärzte)

### ウムラウト以外の欧文体あるいは創作記号を用いたもの
バンド名
Leæther Strip / DÅÅTH / Rinôçérôse / BOØWY / Deathmøle / Underøath / Bløf
アルバムのカバーワーク等
Die Ärzte のアルバム Geräusch（バンド名の A に点3つ）/ King Creosote のアートワーク（i に点3つ）/  Rusted Rootのアルバムカバー（e に点3つ）/ Death in June のアルバム The Wörld Thät Sümmer、Thé Wäll Öf SäcrificéÖf Säcrificé およびこれらのリリース時のバンド名表記（それぞれ Deäth In Jüne、Déäth In Jüné と綴る）/ トゥールのアルバム Ænima / スージー・アンド・ザ・バンシーズのアルバム Hyæna / Jay-Z のアルバム Reasonable Doubt（アーティスト名の y に点3つ）/ Aquarium のアルバム全般（Åквариум と綴る）/ Наив のロゴ（и に点2つ）

### メタル・ウムラウトではない例
以下は本項目で扱うメタル・ウムラウトではなく正当な記号の使用である。ドイツ・北欧・アイスランドなどの関係語彙に多く見られる。
Die Ärzte（ドイツ語「医師」、但し2003年以降はメタル・ウムラウトを模して点を3つに変更）/ Grüvis Malt / Björk Guðmundsdóttir（アイスランドの姓名）/ Turmion Kätilöt / Teräsbetoni（フィンランド語「鉄筋コンクリート」）/ Tiësto / Einstürzende Neubauten / Dan Swanö（スウェーデンの姓名）/ Týr（フェロー諸島のバンド）/ Sigur Rós（アイスランドのバンド）/ Maxïmo Park / Röyksopp（ノルウェー語で smoke mushroom を意味する røyksopp の装飾体）/Metsatöll(エストニアのバンド)

## ミュージシャン以外が使用する例
ヘヴィメタルとは文脈を異にするが、やはり1970年代前半に英語圏でウムラウトが恣意的に用いられた例として1974年の映画『ブレージングサドル』を挙げることができる。この映画にはマデリーン・カーン演じる、マレーネ・ディートリヒを模したドイツ語訛りの歌手リリ・フォン・シュトゥップなるキャラクターが登場し、彼女の名前の表記は映画のクレジットでは Lili Von Shtupp であるが劇中のコンサート告知のポスターでは  Lili Von Shtüpp となっており、劇中での呼称はウムラウトに影響されていない。名前自体はドイツ語よりもイディッシュ語に似せたものであり、 俗語では「…とセックスする」という意味を持つイディッシュ語の shtup（ドイツ語の「押す」を意味する stupsen からの派生語と考えられている。wiktionary:shtup 参照）にかけたものと見られる。

### ヘヴィメタル・バンドを描いたフィクション作品
1980年代半ば、漫画家バークリー・ブレスト (Berkeley Breathed) が Bloom County という作品の中で Deathtöngue なる架空のバンドを作り出した。これはメタル・ウムラウトのパロディである。さらに作中でいわゆる「過激な歌詞」 (explicit lyrics) への抗議・啓発活動で知られる Parents Music Resource Center の圧力を受け、ウムラウトのない Billy and the Boingers という名前に改称するという設定になっている。
1988年のニール・スティーヴンスンによる小説『ゾディアック』 (Zodiac) にも Pöyzen Böyzen という名の架空のメタルバンドが登場する。作中では「ウムラウト2つのバンドにしては悪くない」と評されている。
またwebコミック作家スコット・カーツ (Scott Kurtz) は自身のサイト PvP Online の漫画に架空のバンド Djörk を登場させた。これはメタル・ウムラウトの揶揄に加え（Umlaüt という名にする予定であったが既に存在していたため改称したという設定）、元々名前にウムラウト記号を持つアイスランドのミュージシャン、ビョーク Björk が元ネタとなっている。

### ジャーナリズム
1997年、アメリカのパロディ新聞 The Onion は "Ünited Stätes Toughens Image With Umlauts" すなわち「合衆国がウムラウトでイメージを強化」と題された記事を掲載した。これはアメリカ政府が国名にウムラウトを付すことによって「ヘヴィメタ的手法により、ワルで強面な」姿勢をアピールすることを計画しているという内容である。
現実のジャーナリズムにも使用は波及し、ロック評論家のチャック・クロスターマン (Chuck Klosterman) は2001年の著書  Fargo Rock City に A Heavy Metal Odyssey in Rural Nörth Daköta という副題を添え、またジャーナリストで作家のスティーヴ・アルモンド (Steve Almond) は2002年、ヘヴィー・メタルのツアーの様子を "spandex and umlaut circuit" つまり「タイツとウムラウトの巡業」（大意）と表現している。
ニューヨーク・タイムズのライター、ダン・クレーン (Dan Crane) は2003年の世界エアギター選手権のリポートを Björn Türoque なる筆名で発表した。これは Born to rock の洒落である。

### ゲーム
テレビゲーム『ギターヒーロー2』および『ギターヒーロー3』には「ラース・ウムラウト」 (Lars Ümlaüt) なるキャラクターが登場する。また2007年10月、ゲーム企業 LucasArts 出身のゲーム作家ティム・シェーファー (Tim Schafer) は最新プロジェクトがヘヴィメタル・アドベンチャーゲームであり名称が Brütal Legend になると発表している。

### その他
アイスクリームのハーゲンダッツ（Häagen-Dazs）は1960年頃にアメリカで誕生したブランドである。創業者のルーベン・マッタスはそれまで作っていたアイスクリームが価格競争に見舞われ利益が低下したことから、人工的な味付けではない天然素材を用いた高級アイスクリームに活路を見出そうとした。その際、酪農の本場デンマークをイメージさせようというフォーリン・ブランディングのために、コペンハーゲン（Copenhagen）の「ハーゲン」と、それに響きの合う造語の「ダッツ」を組み合わせて「ハーゲンダッツ」というブランド名を編み出した。さらに、欧州の食品づくりの職人技や伝統を印象付けるために「コペンハーゲン」にはないウムラウトの「ä」をわざと付け加えている。
1980年代前半にスケートボードやパンクなどのサブカルチャーから生まれたファッションブランドのステューシー（Stüssy）は、創業者ショーン・ステューシー（Shawn Stussy）の名に由来するが、印象を強めるために「u」にウムラウトをつけている。ただステューシーの祖父はスイス出身で、アメリカに移民した際に姓（Stüssy）からウムラウトを外したという。